# C'est la vie (Claude)
"C'est la vie" (Franse uitspraak: [s‿ɛ la vi]; vert. "Zo is het leven") is een nummer van de in Congo geboren Nederlandse singer-songwriter Claude. Het lied werd op 27 februari 2025 uitgebracht via het label Cloud 9. Op het nummer combineert de zanger Franse en Engelse teksten. Het nummer was de Nederlandse inzending op het Eurovisiesongfestival 2025. Het bereikte de tweede plaats in de Nederlandse Single Top 100. Claude werd met het nummer in de finale van het Songfestival vijfde bij de stemming van jury's en bij de televoting kwam hij op een gedeelde vijftiende plek, wat uiteindelijk resulteerde in de twaalfde positie.

## Achtergrond en compositie
"C'est la vie" werd geschreven en gecomponeerd door Claude, Arno Krabman, Joren van der Voort en Léon Paul Palmen, waarbij de laatste twee ook de productie verzorgden. Claude omschreef het nummer als een eerbetoon aan een ouder, specifiek zijn moeder. Hij legde uit:
"Vanaf mijn kindertijd tot mijn jeugd leerde zij mij het positieve te zien in levenservaringen, zelfs tijdens tegenslagen."
Reflecterend op de boodschap van het lied voegde hij toe:
"Zelfs wanneer dingen somber lijken, is het belangrijk je te richten op de zonnige kant. Dat is de boodschap die ik wil overbrengen—het leven is niet altijd makkelijk; het kent zijn ups, downs en wendingen, maar: ‘C’est la vie’!"

## Eurovisiesongfestival 2025

### Interne selectie
De Nederlandse omroep AVROTROS kondigde op 23 oktober 2024 aan deel te nemen aan het Eurovisie Songfestival 2025, en bevestigde dat er opnieuw gekozen zou worden via een interne selectie. Dit volgde nadat de vertegenwoordiger van 2024, Joost Klein, een aanbod om Nederland opnieuw te vertegenwoordigen, afsloeg.
Op 19 december 2024 maakte AVROTROS bekend dat Claude geselecteerd was om Nederland te vertegenwoordigen op het songfestival van 2025. De selectie werd uitgevoerd door een commissie bestaande uit zangers Jacqueline Govaert en Jaap Reesema, radio-dj’s Carolien Borgers, Hila Noorzai en Sander Lantinga, en televisiepresentator en auteur Cornald Maas. De uiteindelijke keuze volgde na een auditieronde op 9 december 2024 met een shortlist van zes artiesten, waaronder zangers Judith van Hirtum en Paul Morris.

### Op het Eurovisiepodium
Het Eurovisie Songfestival 2025 vond plaats in de St. Jakobshalle in Basel, Zwitserland, en bestond uit twee halve finales op respectievelijk 13 en 15 mei, en de finale op 17 mei 2025. Tijdens de loting op 28 januari 2025 werd Nederland ingedeeld in de eerste halve finale, in het tweede deel van de show. C'est la vie werd als dertiende lied ten gehore gebracht, van in totaal 15 acts. In de finale was het lied als twaalfde aan de beurt van de in totaal 26 acts.
Na de punten van de vakjury stond C'est la vie op de 5e plek. Met slechts 42 punten van de publieksjury eindigde het nummer op de 12e plek.
Voor de Eurovisie-performance werd het podiumconcept geleid door creatief directeur Pim Brassien en lichtontwerper Henk-Jan van Beek. Emma Evelein werd aangesteld als choreograaf.

## Hitnoteringen

#### Nederlandse Top 40
| Hitnotering: 28-03-2025 t/m heden | Hitnotering: 28-03-2025 t/m heden | Hitnotering: 28-03-2025 t/m heden | Hitnotering: 28-03-2025 t/m heden | Hitnotering: 28-03-2025 t/m heden | Hitnotering: 28-03-2025 t/m heden | Hitnotering: 28-03-2025 t/m heden | Hitnotering: 28-03-2025 t/m heden | Hitnotering: 28-03-2025 t/m heden | Hitnotering: 28-03-2025 t/m heden | Hitnotering: 28-03-2025 t/m heden | Hitnotering: 28-03-2025 t/m heden | Hitnotering: 28-03-2025 t/m heden | Hitnotering: 28-03-2025 t/m heden | Hitnotering: 28-03-2025 t/m heden | Hitnotering: 28-03-2025 t/m heden | Hitnotering: 28-03-2025 t/m heden |
| Week:                             | 1                                 | 2                                 | 3                                 | 4                                 | 5                                 | 6                                 | 7                                 | 8                                 | 9                                 | 10                                | 11                                | 12                                | 13                                | 14                                | 15                                | 16                                |
| --------------------------------- | --------------------------------- | --------------------------------- | --------------------------------- | --------------------------------- | --------------------------------- | --------------------------------- | --------------------------------- | --------------------------------- | --------------------------------- | --------------------------------- | --------------------------------- | --------------------------------- | --------------------------------- | --------------------------------- | --------------------------------- | --------------------------------- |
| Positie:                          | 3                                 | 2                                 | 4                                 | 4                                 | 4                                 | 4                                 | 4                                 | 4                                 | 4                                 | 3                                 | 3                                 | 1                                 | 2                                 | 8                                 | 16                                | 30                                |

1956: De vogels van Holland / Voorgoed voorbij · 1957: Net als toen · 1958: Heel de wereld · 1959: 'n Beetje · 1960: Wat een geluk · 1961: Wat een dag · 1962: Katinka · 1963: Een speeldoos · 1964: Jij bent mijn leven · 1965: 't Is genoeg · 1966: Fernando en Filippo · 1967: Ring-dinge-ding · 1968: Morgen · 1969: De troubadour · 1970: Waterman · 1971: Tijd · 1972: Als het om de liefde gaat · 1973: De oude muzikant · 1974: Ik zie een ster · 1975: Ding-a-dong · 1976: The party's over · 1977: De mallemolen · 1978: 't Is O.K. · 1979: Colorado · 1980: Amsterdam · 1981: Het is een wonder · 1982: Jij en ik · 1983: Sing me a song · 1984: Ik hou van jou · 1986: Alles heeft ritme · 1987: Rechtop in de wind · 1988: Shangri-la · 1989: Blijf zoals je bent · 1990: Ik wil alles met je delen · 1992: Wijs me de weg · 1993: Vrede · 1994: Waar is de zon · 1996: De eerste keer · 1997: Niemand heeft nog tijd · 1998: Hemel en aarde · 1999: One good reason · 2000: No goodbyes · 2001: Out on my own · 2003: One more night · 2004: Without you · 2005: My impossible dream · 2006: Amambanda · 2007: On top of the world · 2008: Your heart belongs to me · 2009: Shine · 2010: Ik ben verliefd (sha-la-lie) · 2011: Never alone · 2012: You and me · 2013: Birds · 2014: Calm after the storm · 2015: Walk along · 2016: Slow down · 2017: Lights and shadows · 2018: Outlaw in 'em · 2019: Arcade · 2020: Grow · 2021: Birth of a new age · 2022: De diepte · 2023: Burning daylight · 2024: Europapa · 2025: C'est la vie